# 米爾格羅夫鎮區 (印地安納州斯托本縣)
米爾格羅夫鎮區（英語：Millgrove Township）是位於美國印地安納州斯托本縣的一個行政鎮區。

## 地方資料
根據2010年美國人口普查的數據，米爾格羅夫鎮區的面積為61.50平方千米，當中陸地面積為57.10平方千米，而水域面積為4.40平方千米。當地共有人口1577人，而人口密度為每平方千米25.64人。